# جاكي غريني
جاكي غريني (بالإنجليزية: Jackie Greene)‏ هو موسيقي ومغن مؤلف أمريكي، ولد في 27 نوفمبر 1980 في ساليناس في الولايات المتحدة.

## وصلات خارجية
- جاكي غريني على موقع IMDb (الإنجليزية)
- جاكي غريني على موقع ميوزك برينز (الإنجليزية)
- جاكي غريني على موقع أول ميوزيك (الإنجليزية)
- جاكي غريني على موقع ديسكوغز (الإنجليزية)